# 러시아 임시정부

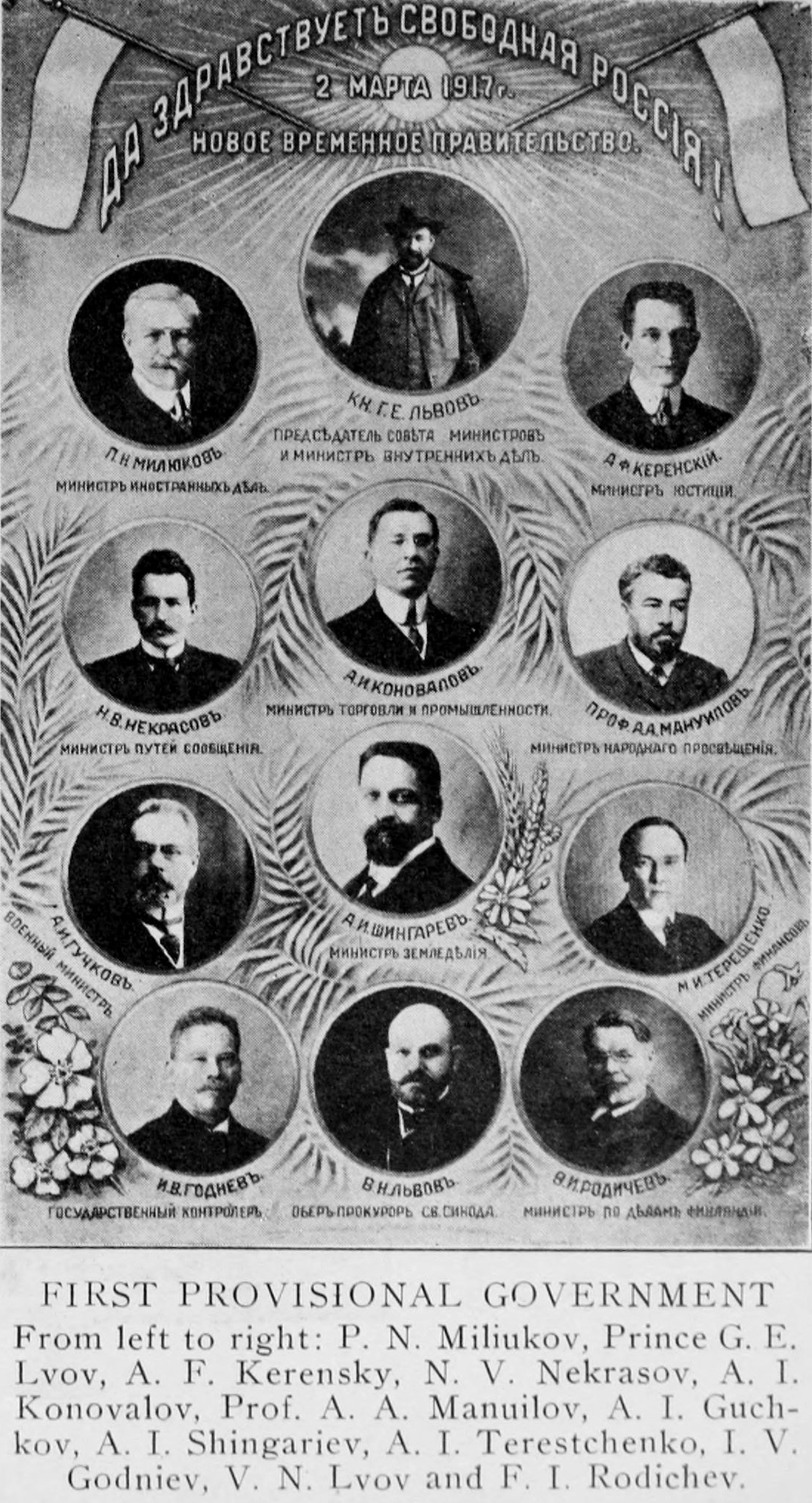

러시아 임시정부(러시아어: Временное правительство России 브레멘노예 프라비텔스트보 로시[*])는 1917년 3월 15일, 차르에 반대하는 러시아의 제국 의회인 두마 의원들이 구성했던 정부로, 러시아 공화국의 첫 번째 내각이다. 1917년 3월 15일에서 동년 7월까지 계속된다.

## 역사

### 임시정부의 탄생
1917년 3월, 2월 혁명이 일어나자, 반황제주의가 기승을 부리면서 당시 황제인 니콜라이 2세를 의회는 명목상 퇴위시키고 시베리아 지방으로 유배 보낸 후에 제국 의회에서 러시아 국토를 통치하기 위해 수립한 정부이다. 러시아 임시 정부의 주류를 이루는 인사들은 반황제적인 러시아 제국의 두마 의원을 비롯해 모두 대신, 장군 들이었다.

### 정책들과 실정
비록 의회에서 공식적으로 수립한 국가였고 정부였지만 당시 정부 인사들과 두마의 주류를 차지하고 있던 정당인 입헌민주당의 의원들은 보수주의적인 이들이 많았을 뿐만 아니라 당시 흐름을 타고 있던 사회주의는 철저히 배척하고 사회주의 정당들 역시 탐탁지 않게 여겼다. 이런 식의 정부 운영은 국민의 뜻과 어긋나 군대에서는 탈영병이 속출하고 새 정부가 세워짐에도 불구하고 각 지방에서 크고 작은 봉기가 일어났다. 또 제1차 세계대전에서 아직 완전히 벗어나지 못한 상태였기 때문에 동맹국인 독일 제국의 공격을 계속 받은 상태였다.

### 부르주아-프롤레타리아연립 내각
국내 혼란이 계속되다보니 정부 운영도 힘들어졌으며 연합국에 러시아는 전쟁을 포기하지 않을 것이라고 정부가 다짐한 것이 결정적으로 영향을 미쳐 세금이 거두어지지 않는 최악의 상태까지 이르었다. 혼란 수습을 위해 결국 정부에서는 사회주의 정당과의 연립 내각을 구성하도록 조치했다. 그 결과 멘셰비키의 알렉산드르 케렌스키가 정부의 국방 장관에 임명, 볼셰비키와 멘셰비키의 인사들도 정부 요직에 임명될 수 있었다. 정부는 전쟁을 중단하고 강화를 맺을 때 우위적 위치를 얻기 위해서 대규모 병력을 전투 지역에 파견했으나 독일군에 의해 거의 전멸되다 시피하면서 군을 후퇴시키게 되었다. 이 대패가 크게 작용, 볼셰비키는 부르주아 장관과 협력하여 전쟁에 참여하는 것을 결사반대하게 된다.

### 임시정부의 해체
임시 정부의 2대 수상인 케렌스키는 블라디미르 레닌이 전쟁에 반대한다고 하여 독일군의 스파이라는 누명을 뒤집어 씌워 없애기로 했다. 레닌은 망명지인 스위스에서 핀란드로 이동해서 또 다시 페트로그라드로 이동했고 이에 호응하여 대중들은 10월 혁명을 일으켰다. 1917년 11월(당시 러시아에서 쓰고있던 율리우스력은 10월이었다), 혁명이 시작되고 나서 마침내 트로츠키가 지휘하는 혁명군은 페트로그라드로 들어가 러시아 국립 은행, 페트로그라드 역, 발전소와 전화국 등 도시의 주요 기능을 담당하는 관공서들을 점령했다. 그리고 케렌스키와 정부 장관, 두마 의원들이 숨어있는 겨울 궁전으로 몰려갔다. 그리고 몇 분 뒤 장관과 의원들을 체포했으나, 케렌스키는 여자로 변장해 미국 대사관으로 도망쳐 망명했다. 혁명의 성공으로, 임시 정부는 붕괴하였다.

## 러시아 임시정부의 수상
| 대수 | 역대 수상           | 정당       | 임기                             |
| ---- | ------------------- | ---------- | -------------------------------- |
| 1대  | 게오르기 르보프     | 입헌민주당 | 1917년 3월 15일 ~ 1917년 7월 7일 |
| 2대  | 알렉산드르 케렌스키 | 트루도비키 | 1917년 7월 7일 ~ 1917년 11월 8일 |

## 같이 보기
- 검은 백인대
- 제1차 세계 대전의 외교사
- 러시아 백군